# Lobelia persicaefolia
Lobelia persicaefolia là loài thực vật có hoa trong họ Hoa chuông. Loài này được Cav. mô tả khoa học đầu tiên năm 1800.